# Ministeri d'Educació Superior (França)
El Ministeri d'Educació Superior i Recerca (MESR) del Govern de França és l'encarregat de preparar i implementar la política del Govern relativa a l'accés de tothom al coneixement i al desenvolupament de l'educació superior. El nom exacte es fixa per a cada nominació o govern.
Aquest càrrec ha anat emergint des dels anys setanta del segle passat. En determinats governs, aquesta cartera està encomanada a un secretari d'estat adscrit al ministre d'Educació Nacional.
L'actual ministra és Sylvie Retailleau, ministra d'Educació Superior i Recerca, des del 20 de maig de 2022.